# Zakonik Danila I.
Zakonik Danila I., kneza i gospodara slobodne Crne Gore i Brda (također poznat i kao Danilov zakonik), usvojen 23. travnja 1855. na Cetinju ustavno-pravni je akt kojim je knez (izvor. knjaz) Danilo I. Petrović definirao pravni sustav Kneževine Crne Gore do 1870. godine.

## O Zakoniku
Danilov zakonik ima karakteristike ustava. U svojih 95 članaka, definira različite grane prava: ustavno, krivično, građansko, međunarodno, procesno i obligaciono.
U Danilov zakonik inkorporirano je 19 članaka Zakonika opščeg crnogorskog i brdskog koji je, pod vladarom Petrom I. Petrovićem Njegošem usvojen 1798. i 1803. godine.
U vrijeme donošenja Danilovog zakonika, dio Crnogorskih Brda još uvijek je bio pod okupacijom Osmanskog Carstva, no on je trebao poslužiti jednako i Brđanima za rješavanje sporova.
Danilovim se zakonikom garantira svakom Crnogorcu jednakost, čast, imovina, život i sloboda.

## Za pravicu i slobodu
U uvodu Danilovog zakonika objašnjavaju se razlozi njegova usvajanja (cit. izvor. crnogorski):

## Najteža kazna
Članak 16 definira najtežu kaznu u Crnoj Gori - izdaju domovine koja se sankcionira smrtnom kaznom.

## Prijepori
Članak 92 Danilovog zakonika bio je predmet sporenja među povjesničarima, sve do 1982. kada je crnogorski povjesničar dr. Jovan Bojović objavio originalan manuskript Zakonika čime je spor razriješen.
1. Naime, primjerci Danilovog zakonika tiskani 1855. u Novom Sadu navode u članku 92 da "...u Crnoj Gori nema nikakve druge narodnosti do jedino srpske i nikakve druge vjere do jedine pravoslavne istočne". No, u originalu rukopisa Danilovog zapisnika, kojeg je vlastoručno potpisao Danilo I. taj dio članka 92 glasi: "...I ako u ovoj zemlji nema nikakve druge narodnosti i nikakve druge vjere do jedine pravoslavne istočne". Ovaj originalni rukupis Danilovog zakonika tiskan je 1982. godine.[2]

Međutim, nakon otkrivanja Sofijskog prijepisa, koji predstavlja verziju teksta Zakonika koja je štampana u Novom Sadu, istoričar Radoslav Raspopović pretpostavlja da je formulacija 92. člana bila upravo ona koja postoji i u štampanom Zakoniku, dakle upravo ona koja sadrži izričiti spomen srpske narodnosti. Ipak, kako navodi Raspopović, o ovome se ne može govoriti sa sigurnošću, jer je, između ostalog, Sofijski prijepis bez potpisa i pečata autora, sa brojnim tekstološkim razlikama.